# Gerard Schipper
Gerard "Geert" Schipper (ur. 23 listopada 1948 w Ter Apel, zm. 12 maja 2025 w Nieuw-Weerdinge) – holenderski kolarz szosowy i torowy, złoty medalista szosowych mistrzostw świata.

## Kariera
Największy sukces w karierze Gerard Schipper osiągnął w 1982 roku, kiedy wspólnie z Maartenem Ducrotem, Fritsem van Bindsbergenem i Gerritem Solleveldem zdobył złoty medal w drużynowej jeździe na czas na szosowych mistrzostwach świata w Goodwood. Był to jednak jedyny medal wywalczony przez niego na międzynarodowej imprezie tej rangi. W tej samej konkurencji Holendrzy z Schipperem w składzie zajęli też czwarte miejsce na mistrzostwach świata w Pradze w 1981 roku oraz ósme na mistrzostwach w Altenrhein dwa lata później. Ponadto wygrał między innymi Ronde van Zuid-Friesland w 1977 roku, Olympia's Tour w 1981 roku, Ronde van Noord-Holland w 1985 roku, a rok później był najlepszy w Ronde van Groningen. Startował też w kolarstwie torowym, zdobywając między innymi trzy medale na mistrzostwach Holandii. Nigdy nie wystąpił na igrzyskach olimpijskich.